# Ante Neimarević
Ante Neimarević (Guča Gora, 13. studenog 1891. – Zagreb, 20. studenog 1965.), hrvatski humoristički pisac i publicist.
Osnovnu školu završio je u rodnom mjestu, gimnaziju pohađao u Visokom, Travniku, Tuzli, Mostaru i Sarajevu. Nakon mobilizacije 1914. ostaje u austrougarskoj vojsci sve do konca Prvog svjetskog rata, a potom studira povijest i zemljopis na Filozofskom fakultetu u Zagrebu. Neko je vrijeme pohađao i glumačku školu, ali ju je prekinuo zbog bolesti. Kao profesor radio u Križevcima, Vinkovcima, Varaždinu, Novoj Gradiški i Koprivnici.

## Djela
Mobilizacija (prvi dio humoristične trilogije 1914, 1937; drugi dio Fronta, a treći Hinterland), Kako su živjeli seljaci (publicistička proza, 1940.), Zbrka oko načelnika (komedija, 1946.), Humoristična proza (1967.), Propast svijeta (utopijsko-satirični roman, 1969.), 1914. – 1918. (trilogija, 1976.), Feljtoni i novele (1977.), Put kroz Hrvatsku i Vasionu, Naši mališani (romani za djecu, u rukopisu).